# Fort Smith (Arkansas)

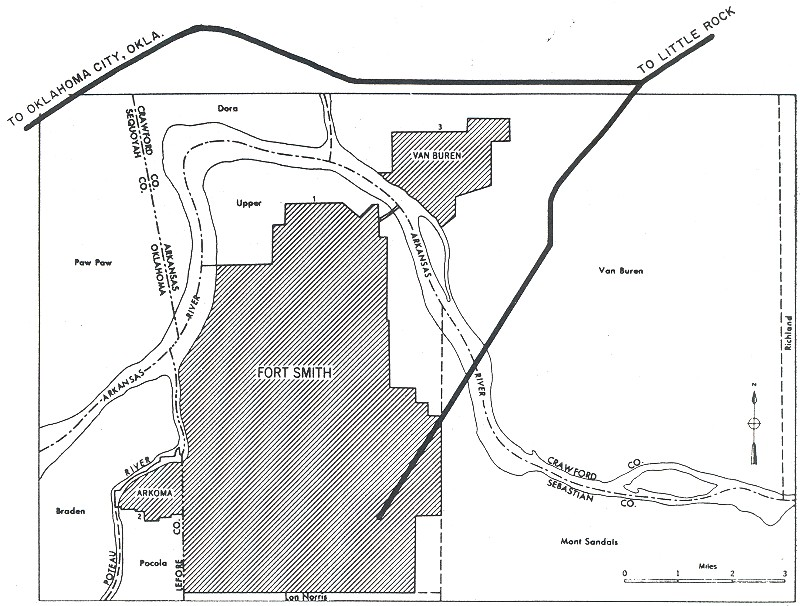
Kaart van Arkansas uit 1955

Fort Smith is een plaats (city) in de Amerikaanse staat Arkansas, en valt bestuurlijk gezien onder Sebastian County.
Fort Smith is de tweede stad van Arkansas en ligt aan de rivier de Arkansas en de Poteau rivieren.

## Geschiedenis
Fort Smith werd in 1817 gesticht als een militaire post vlak bij de grens met het Indian Territory, het latere Oklahoma. In 1824 werd het fort tijdelijk ontruimd en in 1871 werd het definitief verlaten maar het gelijknamige stadje bleef bestaan. In het centrum van de stad bevindt zich nu het Fort Smith National Historic Site. In 1996 werd de stad zwaar getroffen door een tornado.

## Demografie
Bij de volkstelling in 2000 werd het aantal inwoners vastgesteld op 80.268.
In 2006 is het aantal inwoners door het United States Census Bureau geschat op 83.461, een stijging van 3193 (4.0%).

## Geografie
Volgens het United States Census Bureau beslaat de plaats een oppervlakte van
137,1 km², waarvan 130,4 km² land en 6,7 km² water. Fort Smith ligt op ongeveer 132 m boven zeeniveau.

## Plaatsen in de nabije omgeving
De onderstaande figuur toont nabijgelegen plaatsen in een straal van 16 km rond Fort Smith.

## Geboren
- Marion Hutton (1919-1987), zangeres en actrice
- Laurence Luckinbill (1934), acteur en filmproducent
- Georgia Jones (1988), pornoactrice
- Hunter Doohan (1994), acteur
- Jaylin Williams (2002), basketballer